# Manuel (Espanha)
Manuel é um município da Espanha na província de Valência, Comunidade Valenciana. Tem 6 km² de área e em 2021 tinha 2 452 habitantes (densidade: 408,7 hab./km²).

## Demografia
| Variação demográfica do município entre 1991 e 2004 | Variação demográfica do município entre 1991 e 2004 | Variação demográfica do município entre 1991 e 2004 | Variação demográfica do município entre 1991 e 2004 |
| --------------------------------------------------- | --------------------------------------------------- | --------------------------------------------------- | --------------------------------------------------- |
| 1991                                                | 1996                                                | 2001                                                | 2004                                                |
| 2421                                                | 2411                                                | 2450                                                | 2497                                                |